# Buštěhrad

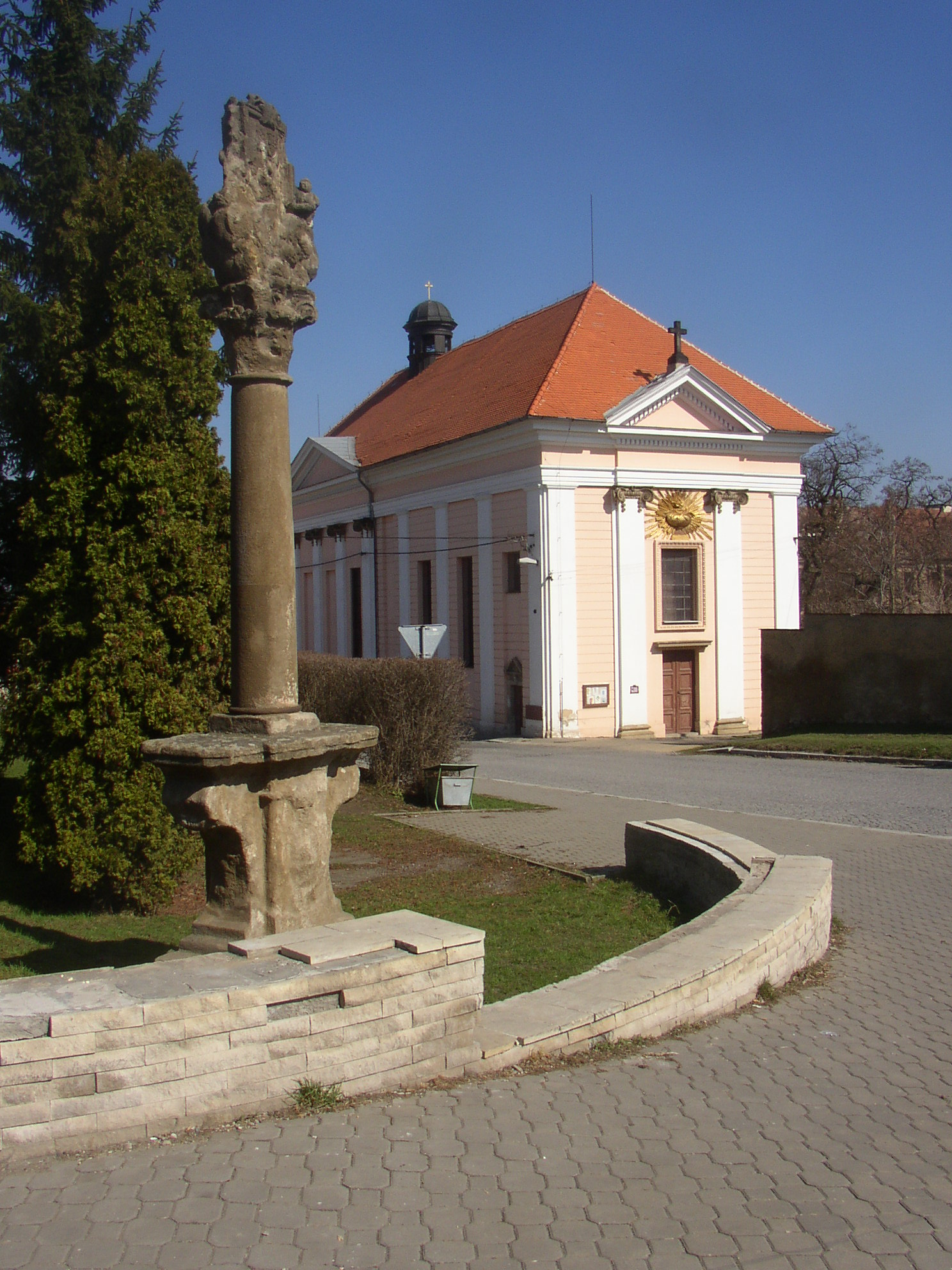
Kirche der Erhebung des Hl. Kreuzes (ehemalige Schlosskapelle)

Buštěhrad, bis 1879 Buckov (deutsch Buschtiehrad, auch Busterat, früher Butzkow), ist eine Stadt in Tschechien. Sie befindet sich fünf Kilometer östlich von Kladno und gehört zum Okres Kladno.

## Geschichte
Das Gebiet war seit der Frühzeit besiedelt, wie durch Ausgrabungen nachgewiesen wird. Schriftlich wurde der Ort erstmals im Verzeichnis de Prager Bischofs Daniel II. (Milík) im Jahr 1209 erwähnt, in dem er Busczewes (Buštěves) als Eigentum des Klosters Ossegg aufgeführt wird.
Die nächsten Nachweise stammen aus dem 14. Jahrhundert. Damals gehörte das Dorf dem Geschlecht z Braškova. 1380 gehörte das Dorf zum Teil dem Mitglied des Prager Patriziergeschlechts František Rokycanský. Der Anteil der von Rokycan ging Ende des 14. Jahrhunderts in die Hände des Prager Bürgers Petr Stuka.
1400 verkauften auch die Herren z Braškova ihren Anteil an Jan Konipas, 1410, nach seinem Tod erbte sein Sohn Petr den Ort. 1413 starb er ohne Nachkommen und das Dorf fiel an den König Wenzel IV., der jedoch kein Interesse an den Grundstücken hatte und diese Ostern an seine Brüder versteigerte, die es wiederum 1416 an Bedřich z Ředhoště verkauften. Es kam zu weiteren Übereignungen an Pešík od Stříbrné hvězdy (1434), danach über zwei Jahrhunderte an das Geschlecht von Kolowrat. 1497 wurde Buštěves zum Städtchen erhoben und erhielt den Namen Buckow (Buckov). Die Burg einschließlich des Vorwerkshofes bekam den Namen Buštěhrad.
Buckov wurde während des Dreißigjährigen Krieges gebrandschatzt und geplündert. An der nachfolgenden Pest 1680 starben alle Einwohner des Dorfes.
Neue Herren wurden im 17. Jahrhundert die Herren von Sachsen-Lauenburg, die auch mit dem Bau des hiesigen Schlosses begannen. Nach dem Tod ihrer Tochter erbte der bayerische Kurfürst Maximilian Josef die Ländereien. Im Jahre 1775 wurde zwischen Buckow und Vrapice die erste Steinkohlenlagerstätte in der Gegend von Kladno entdeckt. 1805 übergab Maximilian die Herrschaft Buštěhrad dem Erzherzog Ferdinand Habsburger, dieser übergab es 1847 an Ferdinand den Gütigen und wurde dadurch Eigentum der kaiserlichen Höfe. 1879 wurde der Markt Buckov in Buštěhrad umbenannt. 1918 übernahm der tschechoslowakische Staat die Güter der Habsburger.

### Stadtwappen
Bei der Erhebung durch König Vladislav II. im Jahr 1497 wurde dem Städtchen auch ein Stadtwappen verliehen.
Dieses Wappen zeigt auf grünem Feld über einem grünen Weizenfeld eine Stadt mit einem Turm, auf dem die heilige Maria Magdalena steht. Diese hält in der rechten Hand einen Schild mit goldenem W und goldener Krone auf rotem Grund, in der anderen einen Schild, der auf blauem Feld einen schwarz-weißen Adler zeigt.
Über dem Wappen thront eine Mauerkrone.

## Sehenswürdigkeiten
- Fragmente der Burg
- Schloss und Kirche der Erhebung des Hl. Kreuzes
- Barocke Künstlerschule gegenüber dem Schloss
- Spätgotische ehemalige Brauerei

## Partnergemeinde
- Ledro, Italien: Am 28. Juni 2008 schlossen die Städte und Gemeinden Příbram, Všeň, Milín, Buštěhrad, Nový Knín, Ptice, Chyňava und Doksy einen Partnerschaftsvertrag mit dem italienischen Gemeindeverbund Val di Ledro, die beteiligten Gemeinden Pieve di Ledro, Bezzecca, Concei, Molina di Ledro, Tiarno di Sopra und Tiarno di Sotto fusionierten 2010 zur Gemeinde Ledro.[3]

## Persönlichkeiten

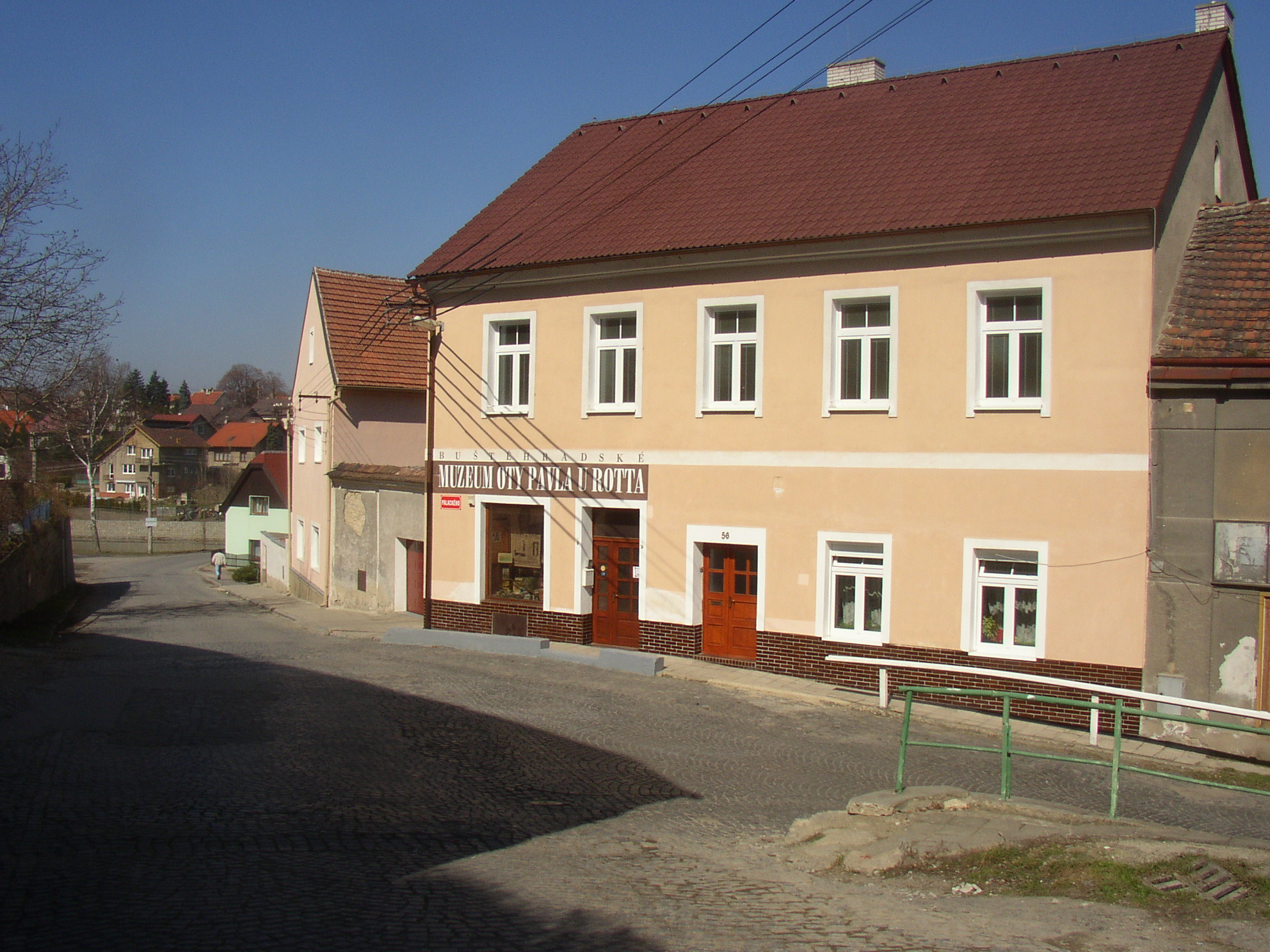
Ota-Pavel-Museum in Buštěhrad

### Söhne und Töchter der Stadt
- Jiří Krampol (1938–2025), Schauspieler, Komiker, Moderator und Synchronsprecher
- Eduard Novák (1946–2010), Eishockeyspieler
- Ota Pavel (1930–1973), Schriftsteller
- Karel Václav Vacek, Musiker
- Josef Velc, Musiker
- Karel Žebera, Geologe und Archäologe

### Im Ort lebten und wirkten
- Joachim Barrande (1799–1883), Geologe